# Bachia huallagana
Bachia huallagana är en ödleart som beskrevs av  Dixon 1973. Bachia huallagana ingår i släktet Bachia och familjen Gymnophthalmidae. Inga underarter finns listade.